# Hulecoeteomyia yunnanensis
Hulecoeteomyia yunnanensis is een muggensoort uit de familie van de steekmuggen (Culicidae). De wetenschappelijke naam van de soort is voor het eerst geldig gepubliceerd in 1934 door Gaschen.